# Hajdúszoboszló
Hajdúszoboszló là một thành phố thuộc hạt Hajdú-Bihar, Hungary. Thành phố này có diện tích 238,7 km², dân số năm 2010 là 23282 người, mật độ 98 người/km².